# Kostel svaté Anny (Jedlka)
Poutní kostel svaté Anny v Jedlce je sakrální stavbou při malém náměstí na hřbitově v části obce Malá Veleň v údolí Ploučnice mezi Benešovem nad Ploučnicí a Děčínem. Je chráněn jako kulturní památka České republiky.

## Historie
Původní raně gotický kostel v Jedlce byl pozdně goticky přestavěn a částečně zbarokizován v letech 1716–1723, kdy byla přestavěna věž a loď. Kostel získal věhlas jako poutní místo. Obvykle byla pouť na svátek a v oktávu sv. Anny, patronky kostela. Tato slavná pouť navštěvovaná poutníky ze širokého okolí. Poutě zde byly zaznamenány od počátku 18. století až do 20. století. Po roce 1945 začal postupně chátrat. V období komunistické totality v Československu kostel v Jedlce stal duchovním útočištěm režimem pronásledovaných osob z děčínska. Po převratu v roce 1989 začal být postupně opravován a prošel rekonstrukcí. V letech 2008–2009 byly restaurovány zdejší varhany z Fellerovy dílny v Libouchci z roku 1856. Po celkové úpravě objektu z let 2011–2012, kterou zajistila místní farnost spolu s dalšími dárci, byl kostel po opravě znovupožehnán litoměřickým biskupem Janem Baxantem. V roce 2013 začala obnova ohradní zdi z příspěvku Ministerstva kultury. I na počátku 21. století je oblíbeným poutním místem. V kostele se koná Noc kostelů, Svatoanenská pouť a koncerty duchovní hudby. Při otevření kostela široké veřejnosti bývá k dispozici výstava historických fotografií kostela s informacemi o jeho opravě.
Duchovní správci kostela sv. Anny jsou uvedeni na stránce: Římskokatolická farnost Jedlka.

### Program záchrany architektonického dědictví
V rámci Programu záchrany architektonického dědictví bylo v letech 1995–2014 na opravu památky čerpáno 2 470 000 Kč.
| rok    | 2010 | 2011 | 2012 | 2003 | 2014 |
| ------ | ---- | ---- | ---- | ---- | ---- |
| částka | 420  | 630  | 420  | 400  | 600  |

## Architektura

### Exteriér
Původně gotický kostel je jednolodní, obdélný s pětiboce uzavřeným presbytářem a čtvercovou sakristií, která se nachází po severní straně. Po jižní straně lodi kostela je věž. Hlavní průčelí je obdélné, hladké a velmi široké. Je sestaveno z nepravidelného zdiva se zbytky omítky. V ose je hrotitý pozdně gotický portál s výžlabky a přetínajícími se pruty, které jsou v podstavci zdobené geometrickým ornamentem. Nad portálem se pravidelně zalamuje římsa, která člení horizontálně celé průčelí, které je zakončené vodorovně druhou římsou. V nárožích jsou na koso postavené odstuňované opěráky v celé výši stavby. Kolem nich se zalamuje římsa. Boční fasády jsou s opěráky a s hrotitými okny s kružbami. Na jižní fasádě se mezi opěráky nacházejí ještě lizénové rámce a představěná hranolová věž s barokní cibulovou bání a lucernou. V přízemí věže je obdélné portálové oválné okno a dvě boční niky s mušlemi. Patro věže má vpadlý rámec a sluneční hodiny. Sluneční hodiny na věži kostela nechal v roce 1785 zhotovit Benedikt Krolop, obnoveny byly v roce 2008. Užší druhé patro je s nárožními pilastry, lizénovým rámcem a obdélným, polokruhem zakončeným oknem. Presbytář kostela je s jednoduchými opěráky a novými širokými hrotitými okny.

### Interiér

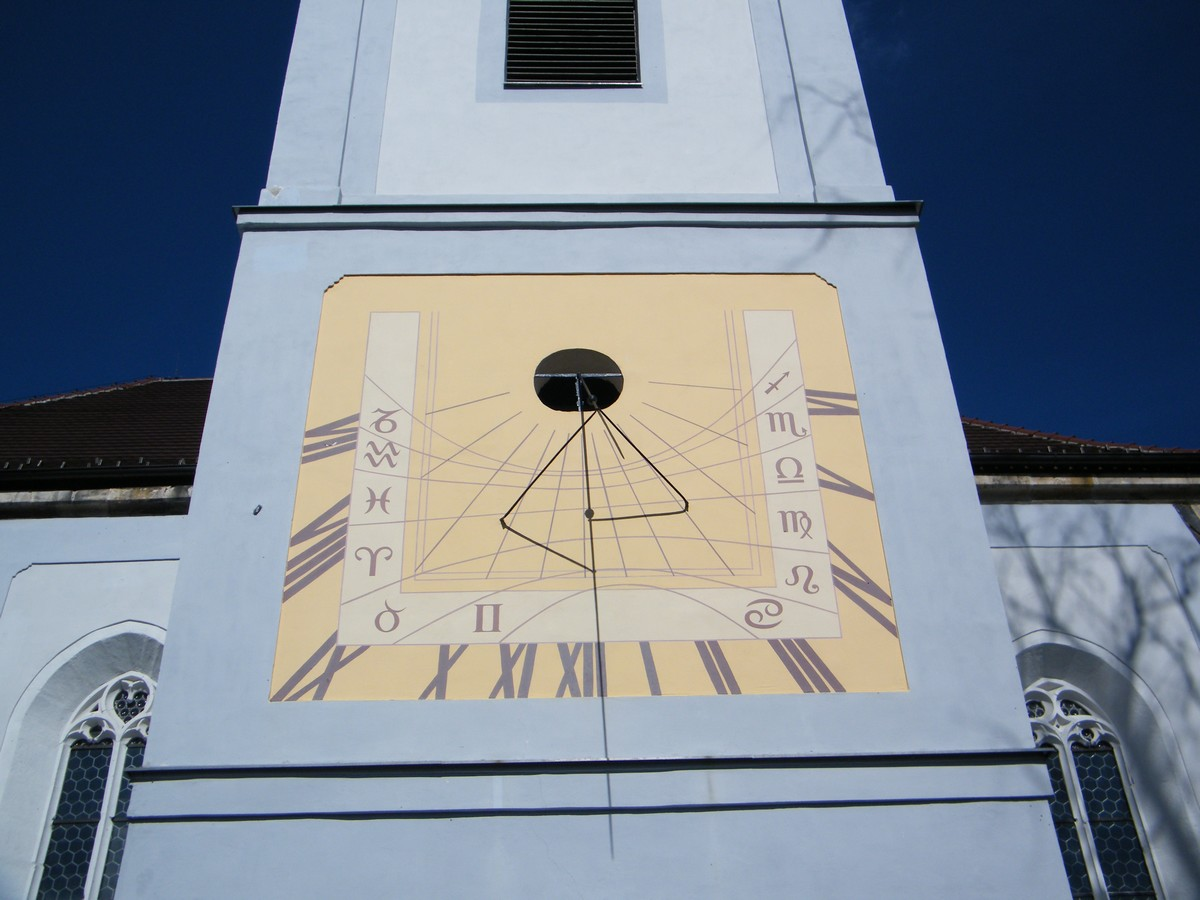
Sluneční hodiny na věži

Presbytář je nízký. V klenbě má jedno pole křížové klenby a jedno pole pětidílné paprsčité žebrové klenby s mohutnými hruškovými žebry na komole zakončených konzolách a s dvěma velkými okrouhlými svorníky s tesanými osmilistými růžicemi. V severní stěně se nachází hrotitý profilovaný kamenný portálek, který vede do sakristie. Sakristie je sklenuta mohutným pásem valené klenby. Triumfální oblouk je nízký, polokruhový. Loď kostela byla zřejmě původně plánovaná jako trojlodí, proto je široká a rozlehlá, původně gotická později barokně upravená. Její stěny jsou členěny plochými ozdobnými pilastry na širokých podložkách a vysokými hrotitými okny, z nichž tři jsou v jižní stěně a jedno v severní. Okna mají kružby a prut. Na stlačené valené klenbě, která má místo lunet na ní vyznačeny štukem hrotité oblouky, jsou tři štukové rámce s barokními freskami. Na klenbě kostela je barokní nástropní fresková výmalba, která zobrazuje Svatou rodinu, Ducha Svatého jako holubici mezi andílky a sv. Rocha se sv. Šebestiánem. Kruchta je mělká a má architektonicky zvlněné dřevěné zábradlí a dva sloupy. Předsíň v podvěží je čtvercová, má plochý strop a je v ní pozdně gotický hrotitý profilovaný portál s přetínavými pruty a sklípkovými motivy na podstavcích.

### Vybavení
Hlavní oltář je pseudogotický s barokním obrazem sv. Anny. Dva boční oltáře pocházejí z poloviny 18. století. Na jednom je umístěna gotická socha Piety z doby kolem roku 1420, na druhém oltáři se nachází barokní obraz Čtrnácti svatých pomocníků a sošky zobrazující sv. Jeronýma a sv. Máří Magdalény. Kazatelna je pozdně barokní ze druhé poloviny 18. století. Křtitelnice je kamenná a pochází z konce 18. století. V kostele je umístěn klasicistní obraz Piety, sochy sv. Josefa a sv. Jana Křtitele ze druhé poloviny 17. století. V předsíni je pozdně gotický krucifix s Ukřižovaným v životní velikosti z období kolem roku 1520. Gotická socha sedící Madony s dítětem, pocházející ze třetí čtvrtiny 14. století byla zapůjčena do Národní galerie v Praze. K zajímavostem patří, že na varhany pocházejí z dílny bratří Fellerů v Libouchci přispěl i císař a český král František Josef I. O příspěvek jej ve verších požádal učitel Melzer. Do vypsané sbírky poslal císař 358 zlatých. Na jeho počest zdobí varhanní skříň zlatá počáteční písmena jeho jména i kopie císařské koruny. 
Původně byly ve věži tři zvony. Zvony však byly během obou světových válek vždy dva zabaveny a roztaveny pro vojenské účely, včetně dvou znovu odlitých a požehnaných v roce 1928. Ve věži se dochoval původní zvon z roku 1470 o hmotnosti 310 kg, zdobený reliéfem Panny Marie. V sobotu 27. května 2023 byly biskupem Janem Baxantem svěceny a do věže zavěšeny dva nové zvony, které byly ulity ve zvonařství v Pasově. Větší zvon zasvěcený svaté Anně má průměr 0,86 m a hmotnost 410 kg. Druhý menší zasvěcený svatému Jáchymovi má průměr 0,68 m a hmotnost 200 kg. Zvony mají elektrický pohon.

## Okolí kostela
Nedaleko od kostela na náměstíčku se nachází kamenná socha Immaculaty, která je datovaná do roku 1785.